# Calamba
Calamba est une ville de la province de Laguna, dans la région du Calabarzon (région IV-A) des Philippines. C'est le centre régional du Calabarzon.

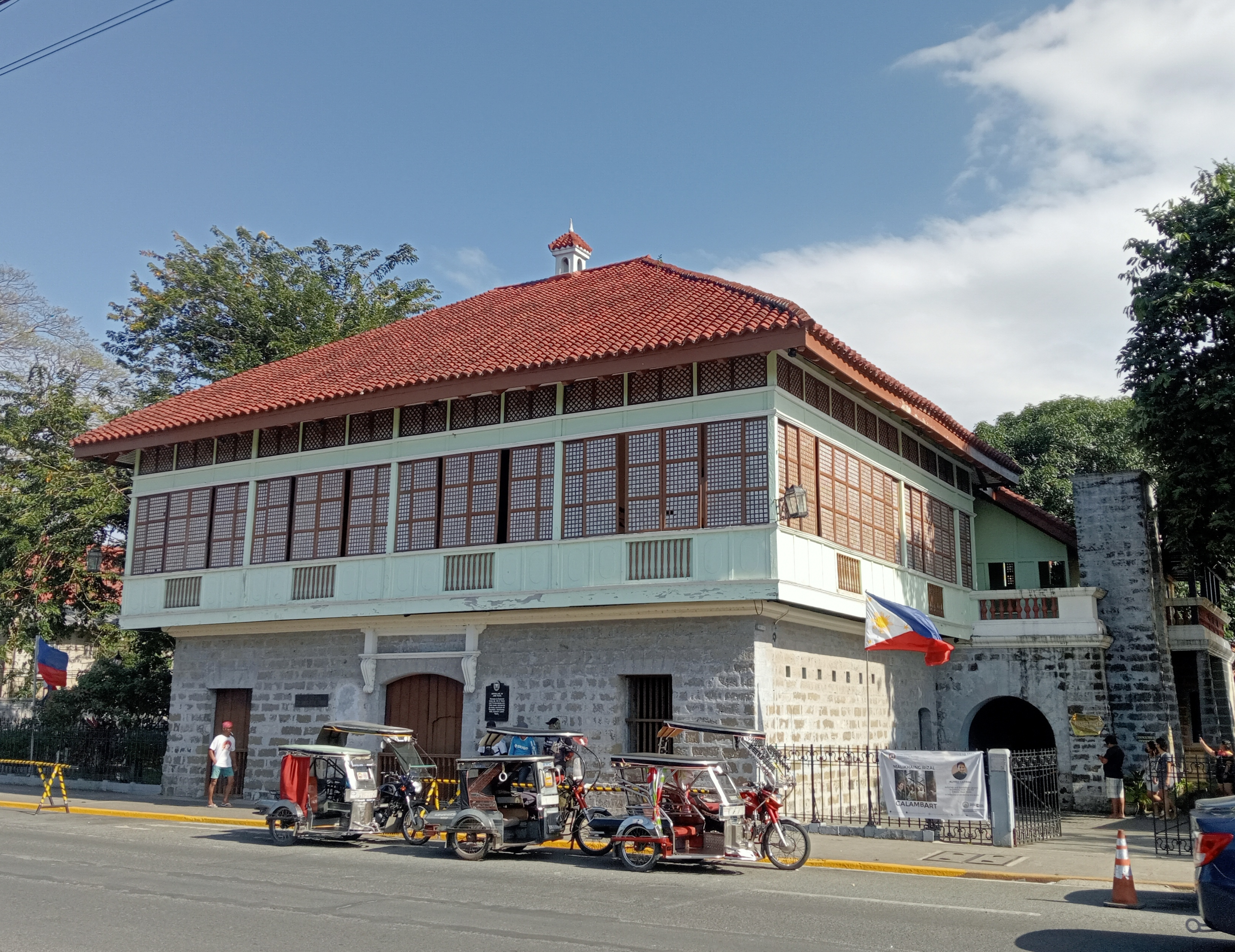
Sanctuaire Rizal, Calamba, Laguna, mars 2023

Elle est située sur l'île de Luçon.
La ville comptait 389 377 habitants en 2010.